# Condition de forme et de fond
Pour les articles homonymes, voir condition.
Les conditions de forme et de fond sont une expression juridique qui désigne les conditions auxquelles doit répondre un acte ou un document spécifié afin que sa nullité ou sa caducité ne soit pas prononcée.